# Hebertsfelden
Hebertsfelden – miejscowość i gmina w Niemczech, w kraju związkowym Bawaria, w rejencji Dolna Bawaria, w regionie Landshut, w powiecie Rottal-Inn. Leży około 10 km na zachód od Pfarrkirchen, nad rzeką Rott, przy drodze B388 i linii kolejowej Pocking – Mühldorf am Inn.

## Dzielnice
W skład gminy wchodzą następujące dzielnice: Hebertsfelden, Langeneck, Linden, Lohbruck, Unterhausbach, Gern, Peterskirchen

## Oświata
(na 1999)

W gminie znajduje się przedszkole (100 miejsc i 111 dzieci) oraz szkoła podstawowa (16 nauczycieli, 260 uczniów).